# 盧逵
盧逵（1545年—1637年），字秉漸，號雲路，江西贛州府寧都縣人，明朝政治人物。

## 生平
江西鄉試第三十九名，萬曆五年（1577年）丁丑科會試第一百四十六名，登三甲第一百九十六名進士。授中书舍人。萬曆十三年（1585年），除吏科給事中。奉命册封鲁、周二王，各赠千金不受。十七年（1589）兄卢通中南宫乙榜（會試副榜），卒于京师，时公甫四十，父母皆在，遂力请终养归，后阁部、台省交荐以公辅相期，公坚辞不赴，遂加升太常寺少卿（正四品）致仕。享年九十三岁，官于朝六年，家食五十三年，以清德闻天下。逵卒，里民无论老少皆走哭其家，追思请于朝，以小学建颛祠礼祀之。著有：《易经儿读》、《渐甫语录》、《吏科奏议》等。

## 家族
曾祖盧子欽；祖父盧曰秀；父盧景騰。母賴氏。具慶下。兄盧通（贡士）。